# Konopí na Slovensku

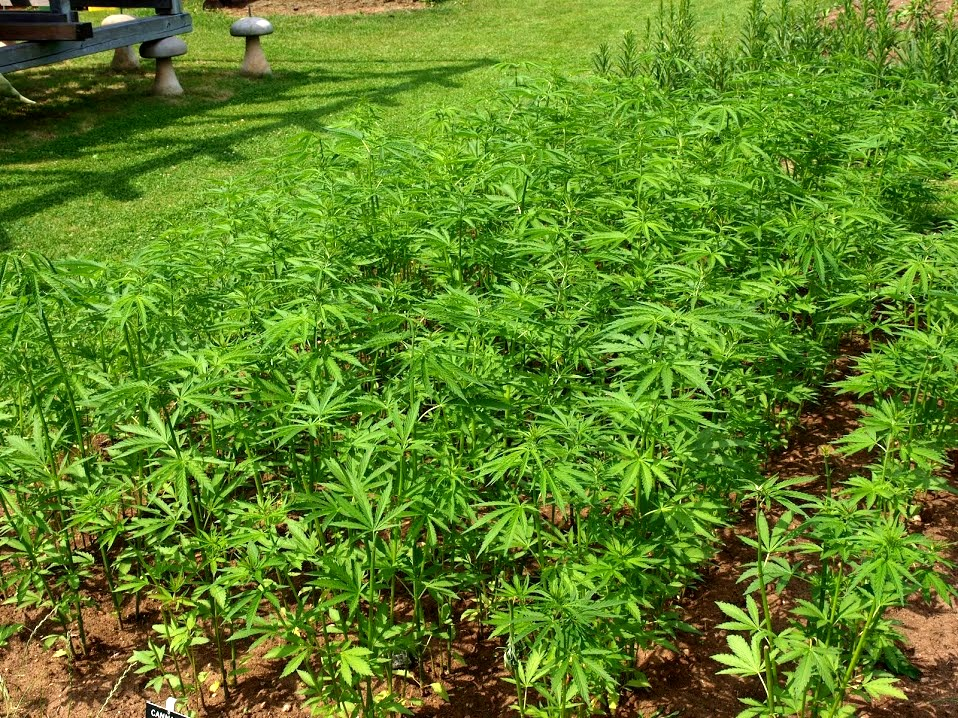
Rostliny konopí

Konopí na Slovensku je nezákonné pro rekreační využití, jeho technické, výzkumné či léčebné využití upravuje slovenský právní řád. Slovenský trestní zákoník řadí konopí do právní kategorie Omamné a psychotropní látky první skupiny (společně s heroinem, psilocybinem nebo MDMA). Nakládáním s látkami této skupiny umožňuje zákon legálně pouze se souhlasem slovenského Ministerstva zdravotnictví. Podle právní úpravy z roku 2018 je nezákonné držení konopí v množství větším, než je jeden gram, klasifikováno jako trestný čin s možným trestem odnětí svobody po dobu tří až pěti let.
Slovenská legislativa týkající se marihuany je momentálně jednou z nejpřísnějších v Evropské unii. Paradoxem však je, že podle analýzy Nadace otevřené společnosti je poměr stíhaných uživatelů oproti dealerům přibližně 77 procent k 23. V roce 2010 bylo založeno občanské sdružení dekriminalizacia.sk, které požaduje legislativní změnu ve formě větší právní ochrany uživatelů (v České republice působí obdobně zaměřený zapsaný spolek Legalizace.cz).
Podle statistik Ministerstva spravedlnosti Slovenska z roku 2017 vyzkoušelo rekreačně marihuanu přibližně 30% dospělé populace státu.

## Historie
Nakládáním s konopím se zvýšeným obsahem psychoaktivních látek (marihuany) upravuje Zákon o omamných látkach, psychotropných látkach a prípravkoch, 139/1998 z roku 1998.
V únoru 2018 byl tehdejší ministryní spravedlnosti Lucií Žitňanskou předložen návrh na částečnou dekriminalizaci některých látek z první a druhé právní skupiny (marihuana, MDMA, kokain, extáze, metamfetamin) a umožnění držení jejich množství v řádech desetin gramu, v případě marihuany návrh stanovil povolené množství na 1 gram. Tento návrh byl poslanci Slovenské národní rady po zapracování pozměňovacích návrhů podpořen a vstoupil v platnost 1. března 2018.
Roku 2013 začal být vydáván elektronický magazín Konopkar, jako první slovenské medium zaměřené na toto téma.

### CBD
V srpnu 2019 byl Slovenskou národní radou schválen návrh na vyjmutí kanabinoidu CBD ze seznamu ilegálních látek, nařízení však nevešlo v platnost. Teprve 1. května 2021 vstoupila v platnost nová legislativa, která v zemi legalizovala některé produkty s čistým CBD.

### Léčebné konopí
Slovenská legislativa v roce 2020 neumožňovala v legálním rámci získání léčebného konopí, tedy konopného medicínského produktu určeného k léčbě na lékařský předpis.